# نجم طلایی
نجم طلایی (نام علمی: Gagea) نام یک سرده از گیاهان گلدار است. گیاه کوچک با یک پیاز و دارای یک یا دو برگ قاعده‌ای هستند. در گروهی از گیاهان این جنس ساقه برگدار بوده ولی در سایر گروه‌ها ساقه در حد فاصل بین پیاز و برگ‌های زیرین گل آذین چتری یا کم و بیش منشعب خود عاری از برگ است. گیاهان این جنس دارای گل‌های کوچک به رنگ زرد یا خیلی به ندرت مایل به سفید معمولاً متمایل به سبز در سطح خارجی بوده و میوه کپسول آن دانه‌های مسطح یا تقریباً مدوری دارد. این جنس بیش از ۱۰۰ گونهٔ پراکنده در نواحی مدیترانه و اروپا و آسیا دارد و در ایران حدود ۱۵ گونه و احتمالاً بیشتر یافت می‌شود که کمتر شناسایی گردیده‌اند. چند گونه از این گیاهان که نسبتاً فراوان هستند در کوهستان‌ها و معمولاً در نواحی تقریباً مرطوب یا زیر صخره‌ها پراکنده بوده و اغلب ۴ تا ۵ گونهٔ آن با یکدیگر دیده می‌شوند .